# 華盛頓 (緬因州)
華盛頓（英語：Wahsington）是一個位於美國緬因州諾克斯縣的鎮。

## 人口
根據2020年美國人口普查的數據，華盛頓的面積為101.53平方千米，當中陸地面積為98.52平方千米，而水域面積為3.00平方千米。當地共有人口1590人，而人口密度為每平方千米16人。